# 翔·沙爾肯
史堅·沙爾肯（Sjeng Schalken，1976年9月8日—），荷蘭網球運動員，現已退役。
右手底線的單手反手，沙爾肯的特點是他的一致性兩翼和他的大陸技術，同時在正手和反手。後者是他的主要武器。在他成長過程中的最欣賞的球員是伊万·伦德尔。
沙爾肯著他的平靜在場上的行為舉止，不管是否落後或領先似乎有相同反應。[4]，但他當還是一個年輕球員他有一個火爆的脾氣，他曾表示，他在許多比賽沒有想清楚，阻礙著他的表現或是輸掉了比賽。只是在1999年後他才勉強壓抑自己的情感方面，而在球場和發展更冷靜的氣質，儘管如此他在2004年納斯達克100公開賽喪失了比賽資格因為辱罵裁判員。
沙爾肯在1994年轉職業，在那年美網獲得青少年單打冠軍。
沙爾肯在90年代獲得4個單打冠軍，2個雙打冠軍，但是他的大滿貫成績是平平，直到1999年後，才有較大的突破，特別是2002年到2004間連續在溫網打入八強，在2002年曾打入四強但不敵90年代美國天王皮特·桑普拉斯。

## 外部連結
- 翔·沙爾肯（英文/西班牙文）的官方資料
- 翔·沙爾肯的國際網球總會 職業／青少年 官方資料（英文）
- 翔·沙爾肯的官方資料（英文）